# Filialkirche Heiliger Andreas (Rappersdorf)

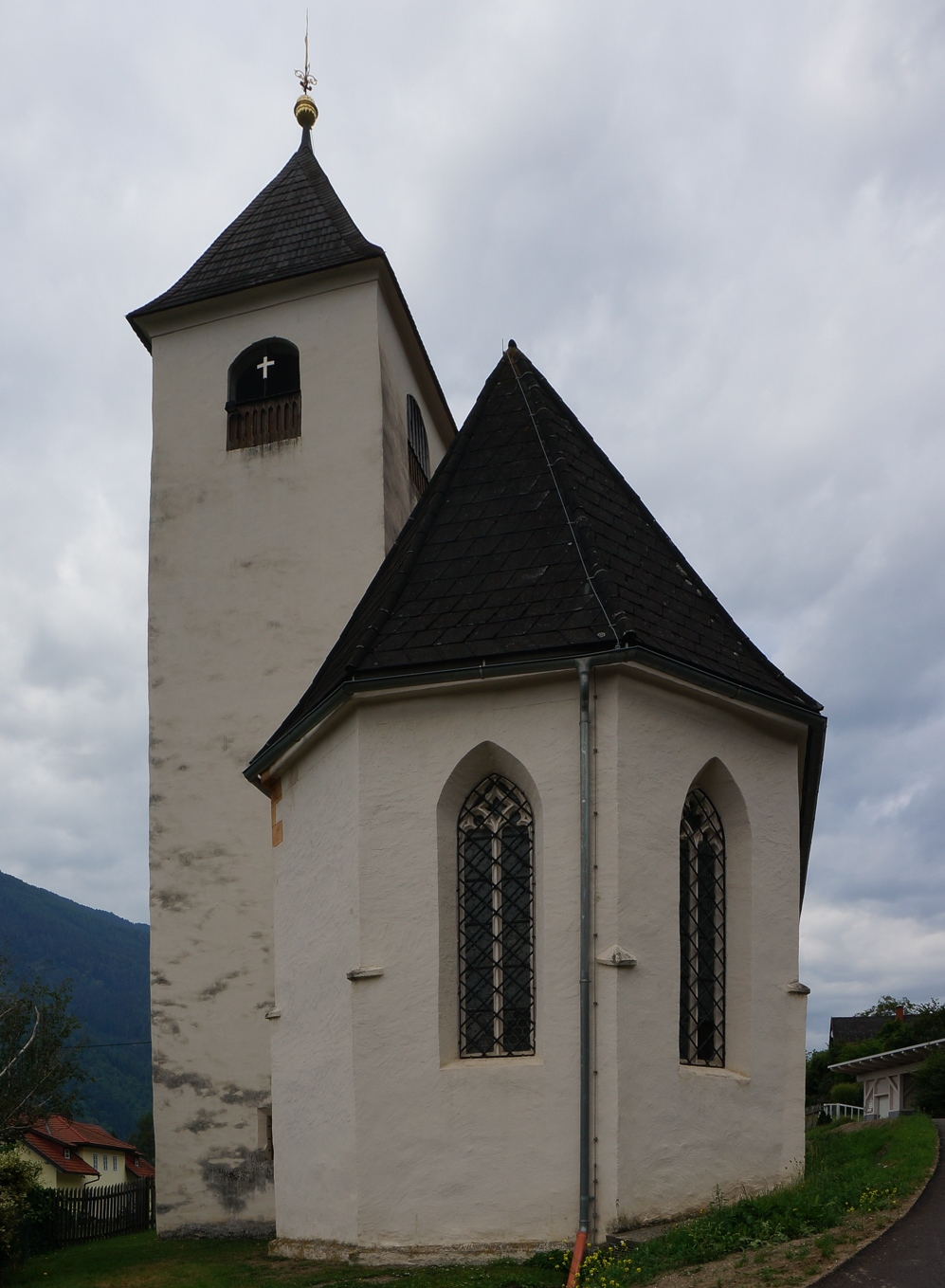
Die Filialkirche von Rappersdorf

Die katholische Filialkirche Heiliger Andreas in der Ortschaft Rappersdorf in der Kärntner Gemeinde Mühldorf wurde 1380 erstmals urkundlich erwähnt.

## Baubeschreibung
Die Kirche ist ein kleiner, spätgotischer Bau, der barockisiert wurde. Im Jahr 1991 fand man bei Grabungen einen Vorgängerbau.
Das einschiffige, flach gedeckte und barock veränderte Langhaus ist gleich breit und gleich hoch wie der zweijochige Chor mit 3/8-Schluss. Außen wird das Chorpolygon von Doppellanzettfenstern durchbrochen und von halbhohen, dreieckigen Strebepfeilern gestützt; südlich schließt sich ein barocker, mit einem Zeltdach versehener Kirchturm an, dessen Schallfenster rundbogig sind. Im Inneren des Turmes befinden sich Reste eines Wandfreskos aus dem 15. Jahrhundert, welches den Heiligen Christophorus darstellt. Dieses Fresko war ursprünglich an der südlichen Außenwand des Chores angebracht. Da es mit der Errichtung des Kirchturms von diesem verdeckt worden wäre, wurde es in den Turm übertragen. Das Langhaus und der mit einem auf Runddiensten ruhenden Netzrippengewölbe versehene Chor sind durch einen eingezogenen, spitzbogigen und gekehlten Triumphbogen miteinander verbunden. Das Kirchengebäude weist eine Westempore auf.

## Einrichtung
Der Hochaltar vom Anfang des 18. Jahrhunderts ist in Blau und Gold gehalten und seitlich reichhaltig mit Akanthusblättern dekoriert. An seiner Rückseite ist er mit GP 1727 bezeichnet. Das Mittelbild des Altars zeigt den Kirchenpatron, den Heiligen Andreas. Im Oberbild wird die Verkündigung Mariae dargestellt. Die Konsolfigur des Heiligen Michael stammt aus dem 18. Jahrhundert.
Der linke Seitenaltar vom Anfang des 16. Jahrhunderts ist ein in Fragmenten erhaltener Flügelaltar aus der Werkstatt des Meisters des Möllbrückener Altars. Im Schrein, an der Stelle des heutigen Marienbildes, befanden sich ursprünglich Figuren der Heiligen Georg und Florian. Im Gesprenge des Altars ist der Heilige Sebastian dargestellt. Das Relief der Predella zeigt die Anbetung der Könige. Die Standflügel des Schreins zeigen die gemalte Darstellung der Heiligen Katharina und der Heiligen Barbara. Die Reliefs der Flügel, die heute in Verwahrung sind, zeigen an der Innenseite den Heiligen Dionysius und den Heiligen Nikolaus, an der Außenseite die Heilige Dorothea und die Heilige Lucia. Auf dem verschollenen Predellaflügeln befand sich eine gemalte Darstellung der Verkündigung und außen die Heiligen Laurentius und Stephanus.
Zur weiteren Ausstattung der Kirche gehören zwei spätgotische Statuen des Heiligen Martin und des Heiligen Rochus sowie die Kanzel aus dem ersten Viertel des 18. Jahrhunderts, deren Schalldeckel mit einer Figur des Heiligen Paulus bekrönt ist.